# Harold Bauer
Pour les articles homonymes, voir Bauer.
Harold Bauer, né le 23 avril 1873 à Kingston upon Thames (Royaume-Uni) et mort le 12 mars 1951 à Miami, est un pianiste britannique, qui a commencé sa carrière comme violoniste.

## Biographie
Harold Bauer est né à Kingston upon Thames; son père était un violoniste allemand et sa mère était anglaise. Il a commencé des études de violon avec son père et avec Adolf Pollitzer. Il a fait ses débuts de violoniste à Londres en 1883, et pendant neuf ans, il a fait des tournées en Angleterre. En 1892, cependant, il va à Paris et étudie le piano avec Ignacy Paderewski pendant un an, tout en continuant à travailler son violon. Une anecdote rapporte que Paderewski a dit en plaisantant à Bauer de se concentrer sur le piano parce que «Vous avez de si beaux cheveux».  En 1893, à Paris, lui et Achille Rivarde créent la Sonate pour violon en si mineur de Frederick Delius,.
En 1893-1894, il voyage à travers la Russie, en donnant des récitals de piano et des concerts, puis il retourne à Paris. D'autres récitals dans la capitale française établissent son renom, et il reçoit presque immédiatement des engagements pour la France, l'Allemagne et l'Espagne. Sa réputation est rapidement faite à la suite de ces concerts, et son champ d'opération s'élargit aux Pays-Bas, à la Belgique, à la Suisse, l'Angleterre, la Scandinavie et les États-Unis.
Le 18 décembre 1908, il crée à Paris la suite Children's Corner de Claude Debussy. Ensuite il s'installe aux États-Unis, et est un des fondateurs de l'Association Beethoven.
À la fin de sa vie, il est devenu professeur de piano à la très connue Manhattan School of Music, et devient célèbre pour ses classes de maître. Aujourd'hui, le Harold Bauer Award est attribué aux pianistes de l'école les plus brillants. De 1941 jusqu'à sa mort, Bauer continue à donner des master classes en hiver à l'Université de Miami.

## Enregistrements sur rouleaux de piano pneumatique
Tout comme Josef Hofmann et Élie Robert Schmitz Harold Bauer est invité à enregistrer sur ces systèmes dont Welte Mignon et Duo-Art. Après quelques hésitations ceci se concrétise en 1919 chez Aeolian firme produisant les rouleaux Duo-Art: 
New-york , 22 octobre 1918 
"Messieurs: Il m'a fallu plusieurs années pour décider de jouer exclusivement pour le Duo-Art. Mon hésitation n'était pas due à un doute sur l'excellence supérieure de votre instrument, mais parce que, compte tenu des améliorations  que l'avenir jugeait encore prometteuses, j'ai pensé qu'il convenait d'attendre avant de faire un pas irrévocable. Une question de la plus grande importance pour un artiste de déterminer le choix d'un instrument qui, au moyen d'un rouleau de papier enregistré, reproduira son jeu et le portera partout dans le monde. Là où une personne entendra l'exécution de l'artiste lui-même, des milliers d'écouteront les reproductions sur rouleau de musique de son jeu, et sa réputation gagnera ou souffrira en fonction de la qualité et de la fidélité des reproductions. L'Aeolian Company a porté ces améliorations à leur plus haut développement dans le piano Duo-Art. Il est en effet difficile de voir dans quelle direction de nouveaux progrès peuvent être faits ou suggérés. Fidélité de la production, en éclat, puissance, délicatesse. qualité et variété du son, la vaste supériorité du Duo-Art sur tous les instruments similaires est désormais définitivement établie. Le Duo-Art occupe la première place parmi les pianos reproducteurs et je n'ai plus à hésiter à m'identifier à lui et à lui confier ma réputation. Je suis très heureux de me prévaloir de ce merveilleux moyen de laisser à la postérité une trace aussi parfaite que possible de mon art d'interprétation. 
Bien à vous " 
(Signé) Harold Bauer

## Vidéo
- Harold Bauer joue Brahms Enregistrement Duo-Art
- Harold Bauer joue Chopin Enregistrement Duo-Art
- Harold Bauer joue Beethoven Enregistrement Duo-Art